# Brunkulfilmen
Brunkulfilmen er en dansk dokumentarfilm fra 1944.

## Handling
Brunkulsbrydning i Jylland under og efter Anden Verdenskrig.